# Protaetia lyrata
Protaetia lyrata är en skalbaggsart som beskrevs av Mohnike 1871. Protaetia lyrata ingår i släktet Protaetia och familjen Cetoniidae. Utöver nominatformen finns också underarten P. l. sonjana.